# カール・フォン・バッセヴィッツ＝レーヴェツォー
カール・ハインリヒ・ルートヴィヒ・フォン・バッセヴィッツ＝レーヴェツォー（Carl Heinrich Ludwig Graf von Bassewitz-Levetzow, 1855年3月3日 シュヴェリーン - 1921年2月23日 ショアソー）は、ドイツ・メクレンブルク＝シュヴェリーン大公国の閣僚会議議長（首相）。伯爵。

## 生涯
メクレンブルクの古い貴族家門バッセヴィッツ家の末裔であったカール・フォン・バッセヴィッツ伯爵（1821年 - 1873年）と、メクレンブルク＝シュヴェリーン大公国宮内長官ヤスパー・フリードリヒ・フォン・ビューローの娘イーナ・フォン・ビューロー（1827年 - 1900年）の間に生まれる。1861年父がその叔父アレクサンダー・フォン・レーヴェツォーからクレーデンの限嗣相続領を継承した際、家族と共に複合姓「バッセヴィッツ＝レーヴェツォー」に改姓した。
シュテンダルのギムナジウム（中等教育学校）からオイティーンのギムナジウム・ヨハン＝ハインリヒ＝フォス＝シューレを経て、ルプレヒト・カール大学ハイデルベルクで学ぶ。同大学在学中の1875年に学生組合コーアス・サクソ＝ボルシア・ハイデルベルクに入会。大学卒業後、1年半（3セメスター）のあいだベルリン駐屯のプロイセン陸軍第1竜騎兵連隊に所属したが、1879年には除隊し予備役に転じた。
除隊後すぐエジプト、パレスチナ、トルコをめぐる数か月に及ぶ長期旅行に出かけ、旅先から母親宛てに膨大な手紙を書き送った。1880年に帰国すると所領ブリストー（Bristow）、グラソー（Glasow）、グルーベ（Grube）及びテセノー（Tessenow）を経営した。これに加えて、その後アルトマルク地方シュテンダル近郊のクレーデン及びダルネヴィッツの家族世襲財産保有者（領主）となる。1887年から1899年にかけては、亡くなった親類ヘニンヒ・フォン・バッセヴィッツ伯爵の10人の遺児の後見役となり、彼ら兄弟の相続したプレッベレーデ、ヤーメン（Jahmen）、グリーフェ（Grieve）、ヴェッセルシュトルフ（Wesselstorf）及びドリューゼヴィッツ（Drüsewitz）を管理した。
1892年メクレンブルク＝シュヴェリーン大公国宮廷の侍従、1893年メクレンブルク邦議会騎士部会の代議員となった。1899年ギュストロー公爵領の長官に任じられる。1901年若き大公フリードリヒ・フランツ4世によって首相に任命され、同時に外務大臣を兼ねた。1914年両方の大臣職から退いた。
姉イーナ・フォン・バッセヴィッツ（1850年 - 1940年）は、ルートヴィヒスルストの宗教慈善団体ベツレヘム参事会会長を1891年から30年以上務めた。兄ベルンハルト・フォン・バッセヴィッツ＝レーヴェツォーもプロイセン衆議院議員を務めた政治家だった。
伯爵令嬢マルガレーテ・フォン・デア・シューレンブルク（1864年 - 1940年）と結婚し、間に5人の子女をもうけた。息子の1人ヴェルナー・フォン・バッセヴィッツ＝レーヴェツォーは海軍大佐となり、第二次世界大戦末期に第2海軍歩兵師団を率いた。また娘のイーナ・マリー・フォン・バッセヴィッツ＝レーヴェツォーはプロイセン王子オスカーと結婚した。

## 引用・脚注
1. ↑  vgl. zur Amtsbezeichnung Helge bei der Wieden: Grundriß zur deutschen Verwaltungsgeschichte. Bd. 13: Mecklenburg. Marburg 1976. S. 57–59.
2. 1 2 3 4 5  Grete Grewolls
3. 1 2  Genealogisches Handbuch der gräflichen Häuser. (= Genealogisches Handbuch des Adels. Bd. 18). Teil A, Bd. 3. Starke Verlag, Limburg 1958, S. 10.
4. ↑  Walter von Leers (1913年), Verein der ehemaligen Zöglinge der Ritterakademie zu Brandenburg a. H. (ed.), Die Zöglinge der Ritterakademie zu Brandenburg a. H. 1705-1913 (ドイツ語), Belzig, Ludwigslust: Selbstverlag, pp. 211-212, 361143532
5. ↑  Kösener Korps-Listen 1910, 120, 766
6. 1 2 3 4  Gräfin Bassewitz
7. ↑  Graf Adolph von Bassewitz: Aus dem Leben des Reichsgrafen Henning Friedrich von Bassewitz. Mit einigen Nachrichten über die Familie Bassewitz der wendischen Linie. o. O., 1859, S. 60.
8. ↑  Biografisches Lexikon zur Pflegegeschichte